# Зграда Сеизмолошког завода
Зграда Сеизмолошког завода се налази у Београду, у Ташмајданском парку и представља непокретно културно добро као споменик културе..
За изградњу зграде посебно је значајно залагање тада асистента и будућег професора Јеленка Михаиловића, првог и дуго година јединог сеизмолога код нас. Предан рад и изразита стручност овог великог ентузијасте, утицали су на унапређење и развој сеизмологије у Србији, чији су успешни резултати праћени и ван граница земље.

## Историјат и изглед
Камен темељац положен је 10. септембра 1908. године. Првобитни објекат изведен је 1909. године према пројекту архитекте Момира Коруновића, док је радове изводила фирма Стевана Хибнера из Београда. Радови су настављени 1912. године према плановима Ђуре Бајаловића. Још две интервенције из 1926. и 1939. године довеле су до формирања коначног изгледа грађевине. Први сеизмолошки инструменти инсталирани су 1909. године, као и сав инвентар завода уништени су током Првог светског рата. Све до новијих дана коришћени су инструменти добијени 1929. године на име ратне репарације.
Првобитно, зграда је била једноставна приземна грађевина, приближно квадратне основе, у целини саграђена од опеке, са чистом фасадом лишеном украса. Каснија дозиђивања довеле су до стварања једног новог романтичарског духа, са лучним надпрозорницима, као и правилним ритмом зубаца над кровним венцем.
Зграда Сеизмолошког завода је објекат значајне културно-историјске и архитектонске вредности. Представља прво остварено дело истакнутог српског архитекте 20. века Момира Коруновића, најстарији јавни објекат подигнут на Ташмајдану и данас једно од обележја Ташмајданског парка.